# Pronephrium celebicum
Pronephrium celebicum är en kärrbräkenväxtart som först beskrevs av Bak., och fick sitt nu gällande namn av Holtt. Pronephrium celebicum ingår i släktet Pronephrium och familjen Thelypteridaceae. Utöver nominatformen finns också underarten P. c. sopuense.